# Quitman (Mississipi)
Quitman és una població dels Estats Units a l'estat de Mississipi. Segons el cens del 2000 tenia 2.463 habitants.

## Demografia
Segons el cens del 2000, Quitman tenia 2.463 habitants, 975 habitatges, i 674 famílies. La densitat de població era de 183,6 habitants per km².
Dels 975 habitatges en un 29,4% hi vivien nens de menys de 18 anys, en un 47,9% hi vivien parelles casades, en un 19% dones solteres, i en un 30,8% no eren unitats familiars. En el 28,6% dels habitatges hi vivien persones soles el 12,3% de les quals corresponia a persones de 65 anys o més que vivien soles. El nombre mitjà de persones vivint en cada habitatge era de 2,37 i el nombre mitjà de persones que vivien en cada família era de 2,87.
Per edats la població es repartia de la següent manera: un 24,4% tenia menys de 18 anys, un 7,8% entre 18 i 24, un 22,9% entre 25 i 44, un 22,5% de 45 a 60 i un 22,5% 65 anys o més.
L'edat mediana era de 41 anys. Per cada 100 dones de 18 o més anys hi havia 75,4 homes.
La renda mediana per habitatge era de 30.469 $ i la renda mediana per família de 38.311 $. Els homes tenien una renda mediana de 28.250 $ mentre que les dones 21.833 $. La renda per capita de la població era de 14.789 $. Entorn del 16,9% de les famílies i el 23,3% de la població estaven per davall del llindar de pobresa.

## Poblacions més properes
El següent diagrama mostra les poblacions més properes.